# Orasiopa millennica
Orasiopa millennica är en tvåvingeart som beskrevs av Tadeusz Zatwarnicki och Wayne N. Mathis 2001. Orasiopa millennica ingår i släktet Orasiopa och familjen vattenflugor. Inga underarter finns listade i Catalogue of Life.